# محمد نبيل الخطيب
محمد نبيل الخطيب سياسي سوري وعضو حزب البعث . شغل منصب وزير العدل 2000-2003.

## الحياة المهنية
أصبح الخطيب عضوا في اللجنة المركزية لحزب البعث في عام 2000. عين وزير للعدل في عهد الرئيس السابق حافظ الأسد في الحكومة برئاسة محمد مصطفى ميرو آذار 2000. وتابع في المنصب بعد أول تعديل وزاري أجري من قبل بشار الأسد عندما أصبح رئيس لسورية. في اتعديل الوزاري عام 2001، احتفظ بمنصبه. انتهت فترة ولايته في عام 2003. ثم عين الخطيب رئيس الهيئة السورية في عام 2006، الذي كان مسؤولا عن التحقيق في اغتيال رئيس الوزراء اللبناني رفيق الحريري. في نيسان 2009، عين رئيسا للجنة المركزية للتفتيش.